# Chata Pod Studničnou
Chata Pod Studničnou (d. Pension Ski Mitlöhner) – obiekt noclegowy (schronisko turystyczne) w czeskich Karkonoszach, położony na wys. 890 m n.p.m., prowadzony przez Klub Czeskich Turystów. Obiekt znajduje w dolinie Úpy (Obři důl), w granicach administracyjnych Peca pod Śnieżką.

## Historia
Powstanie obiektu związane jest z niemiecką rodziną Mitlöhner, która w pierwszej połowie XIX wieku użytkowała znajdujące się tu szałasy pasterskie. Jeden z jej członków, Franz (według innych źródeł - Josef) Mitlöhner rozpoczął w 1903 roku jednym z nich produkcję nart, z czasem oznaczanych marką "Mitlöhner-Riesenhain". Interes szedł na tyle dobrze, że w 1929 w miejscu szopy powstał dom gościnny, który przyjął nazwę Pension Ski Mitlöhner. Mitlöhnerowie produkowali narty i prowadzili pensjonat aż do zakończenia II wojny światowej, kiedy to musieli wyjechać do Niemiec. Znacjonalizowany obiekt przejął w swój zarząd Czechosłowacki Związek Wychowania Fizycznego (Československý svaz tělesné výchovy, ČSTV), który gospodarował nim do 1991 roku, kiedy to budynek został przekazamy Klubowi Czeskich Turystów.

## Warunki
Obiekt oferuje 47 miejsc noclegowych w pokojach 2, 3, 4 i 5 osobowych z węzłem sanitarnym. Na miejscu znajduje się restauracja i narciarnia. Przy budynku znajduje się parking.

## Szlaki turystyczne
W pobliżu Chaty, doliną Úpy przebiega   szlak turystyczny z Peca pod Śnieżką na Śnieżkę (1603 m n.p.m.)